# Rivière aux Ormes (rivière Huron)
Pour les articles homonymes, voir Orme (homonymie).
La rivière aux Ormes est un affluent de la rive est de la rivière Huron (rivière du Chêne) laquelle constitue un affluent de la rive sud du fleuve Saint-Laurent.
La rivière aux Ormes coule dans les municipalités de Saint-Flavien, Saint-Janvier-de-Joly et Val-Alain, dans la municipalité régionale de comté (MRC) de Lotbinière, dans la région administrative du Chaudière-Appalaches, au Québec, au Canada.

## Géographie
Les principaux bassins versants voisins de la rivière aux Ormes sont :
- côté nord : rivière Huron (rivière du Chêne), fleuve Saint-Laurent, ruisseau Bois Franc-Pierreriche, ruisseau Bourret ;
- côté est : rivière Noire (rivière Huron), rivière aux Cèdres, rivière Beaurivage, rivière aux Pins (rivière Beaurivage) ;
- côté sud : rivière aux Cèdres, rivière aux Frênes, rivière Henri (Leclercville), rivière du Chêne ;
- côté ouest : rivière du Chêne.

La rivière aux Ormes prend sa source dans la municipalité de Saint-Flavien, au nord du village, près de la route de la Pointe du Jour.
À partir de sa source, la rivière aux Ormes" coule sur 15,2 km répartis selon les segments suivants :
- 4,6 km vers l'ouest, dans la municipalité de Saint-Flavien ;
- 1,3 km vers l'ouest, jusqu'à l'autoroute 20 ;
- 3,3 km vers l'ouest, jusqu'à la confluence du ruisseau "Branche Coulombe" (venant de l'est) ;
- 6,0 km vers l'Ouest, jusqu'à sa confluence.

La rivière aux Ormes" se déverse dans un coude de la rivière sur la rive sud de la rivière Huron (rivière du Chêne) dans la municipalité de Saint-Janvier-de-Joly. Cette confluence est située en face de la municipalité de Saint-Édouard-de-Lotbinière.

## Toponymie
Le toponyme Rivière aux Ormes a été officialisé le 5 décembre 1968 à la Commission de toponymie du Québec.